# Amt Sønder Brarup
Amt Sønder Brarup (tysk: Amt Süderbrarup) er et amt i det nordlige Tyskland, beliggende i den nordøstlige del af Kreis Slesvig-Flensborg. Kreis Slesvig-Flensborg ligger i den nordlige del af delstaten Slesvig-Holsten (i Sydslesvig). Administrationen i amtet er beliggende i købstaden Kappel.

## Kommuner i amtet
1. Bøl (Böel)
2. Borne (Boren)
3. Løjt (Loit)
4. Mårkær (Mohrkirch)
5. Nørre Brarup (Norderbrarup)
6. Notfeld (Nottfeld)
7. Rygge (Rügge)
8. Savstrup (Saustrup)
9. Skæggerød (Scheggerott)
10. Stenfelt (Steinfeld)
11. Sønder Brarup (Süderbrarup)
12. Ulsnæs (Ulsnis)
13. Vogsrød (Wagersrott)